# 第二次高調波発生
第二高調波発生、もしくは 第二次高調波発生（だいに(じ)こうちょうははっせい、英：Second harmonic generation, SHG）は、非線形光学現象であり、二つの同じ周波数を持つ光子が非線形光学結晶と相互作用することにより、もとになった光子の2倍のエネルギーの光子（すなわち，元となった光の2倍の周波数ないしは，半分の波長の光）を発生させる現象のことである。この時に，もともとの光のコヒーレンスを維持していることが特徴である。これは，和周波発生（2光子）の1形態であり，高調波発生(第三次高調波発生，第四次高調波発生など）の1形態でもある。
第二次高調波発生の大きさは二次の非線形光学定数に依存する。第二次高調波発生は，他の偶数次の非線形光学効果と同様に，反転対称性を持つ媒質の中では発生しない。 しかし，ブロッホ-シーゲルト効果（en:Bloch–Siegert_shift）により，反転対称性を持つ系においても第二次高調波発生が起こりうる事が知られている。

条件を適切に整えることによって，ほぼすべての光を第二次高調波に変換することが可能である。典型的には，強力なパルスレーザーを巨大な非線形結晶に，位相整合を満たす条件（入射角度，入射偏光）で入射した場合に達成することが出来る。
一方で，そういう注意深い工夫をしない場合，入射したエネルギーの僅かな割合しか第二次高調波に変換されない。例えば，第二次高調波顕微鏡（en:Second-harmonic_imaging_microscopy）は典型的な例として挙げられる。
その場合，非常に弱い強度の第二次高調波を元の強い強度の光と区別して検出するために，適切な光学フィルターと組み合わせることが必要となる。
第二次高調波を非線形な物理現象により発生させる行為は電波通信でも高調波発生として知られている。それは，20世紀初頭には開発されており，メガヘルツ帯（電磁波）で使われていた。

## 歴史
SHGはミシガン大学のフランケン（P.A. Franken)、ヒル(A.E. Hill)、ピータース(C.W. Peters)およびバインライヒ(G. Weinreich)により、1961年にはじめて報告された。この実験はレーザー（高強度で単色性の光源）の発明によって可能になった。彼らは、ルビーレーザー（波長694nm）を水晶のサンプルに集光した。その透過光を分光器で分光し、スペクトルを写真フィルムにとると、347nmの光が発生していることが示された。有名な逸話だが、彼らが論文をフィジカル・レビューで出版するときに、編集者がミスをして347nmの写真フィルム上のスポットをスペクトルの汚れだと勘違いし、取り除いてしまったということが知られている。

## 物理的背景
光は物質に生じる双極子の振動により発生する。物質に電場Eを与えると、電場の大きさによって、次の展開式で現わされるような電気分極Pを持った双極子が発生する。
{\displaystyle P=\chi ^{(1)}E+\chi ^{(2)}E^{2}+\chi ^{(3)}E^{3}+\cdots \qquad (1)}
ここでχ(n)はn次の電気感受率である。物質に光を照射すると物質には以下のような電場Eがかかることになる（ここでは、位相はおいておく）。
{\displaystyle E=E_{0}\cos \omega t\,}
ここで、ωは周波数（∝光のエネルギー）。式(1)の二次の項を考えれば、
{\displaystyle P^{\left(2\right)}=\chi ^{(2)}E^{2}=\chi ^{(2)}E_{0}^{2}\cos ^{2}\omega t={\frac {1}{2}}\chi ^{(2)}E_{0}^{2}\left(1+\cos 2\omega t\right)}
ここに見られるように、χ(2) ≠ 0である媒質においては照射した光の2倍の周波数で振動する双極子がE0²に比例した大きさで発生する。つまり、これは、照射した光の2倍の周波数の光が発生することを意味する。
等方性の媒体（例えば気体や対称軸をもつ結晶）では、χ(2) = 0であるため二次高調波発生はおこらない（ただし、三次高調波発生は起こりうる）。

## 位相整合
強い二次高調波を得るためには入射された光と、発生した二次高調波の位相が媒質中の光路のすべてでそろっていなければならない。このことを位相整合と呼ぶ。位相整合条件は、二つの光の位相速度が一致することであり、その条件は二次高調波の波数をk1、入射光の波数k2とすると次のように書かれる。
{\displaystyle k_{1}=2k_{2}\qquad (2)}
光の波数kは真空での波長λ0と屈折率nを用いればk=2πn/λ0で表される。二次高調波では(1/2)λ20=λ10なので、位相整合条件は屈折率を用いてつぎのようになる。
{\displaystyle n_{1}=n_{2}\qquad (3)}
一般に、媒体の屈折率は波長依存性をもつので、等方的な媒体（たとえば、気体や等方性結晶などの複屈折がおこらない媒体）では二次高調波は発生しない。一方、異方性を持った媒体（光学軸をもった結晶）では複屈折により、媒体内に通常光線 (ordinary ray) と異常光線 (extraordinary ray) の2つの異なる偏光の光が発生する。この2つの光線は異なる屈折率を持つ。入射光の光学軸に対する角を変えることで、2つの波長での屈折率を位相整合条件に一致させることができる。
通常光線と異常光線はそれぞれ屈折率が異なるので真空の波長が同じでも波数が異なる。(2)式を書き直せば、
{\displaystyle k_{1}=k_{2o}+k_{2e}\qquad (4a)}
{\displaystyle {\frac {n_{1}}{\lambda _{1}^{0}}}={\frac {n_{2o}}{\lambda _{2}^{0}}}+{\frac {n_{2e}}{\lambda _{2}^{0}}}\qquad (4b)}
といった位相整合条件も存在する。同一光線の入射光（つまり同じ偏光）から入射光とは異なる偏光の二次高調波を発生させるのをTypeIと呼び、異なった光線（すなわち直交する異なる偏光）の入射光から二次高調波を発生させることをType IIと呼ぶ。